# Acer shirasawanum
Az Acer shirasawanum a szappanfavirágúak (Sapindales) rendjébe és a szappanfafélék (Sapindaceae) családjába tartozó faj.

## Elterjedése
Japán hegyvidékein honos.

## Leírása
Terebélyes, 20 méter magasra növő lombhullató fa. A kérge szürkésbarna, sima. Levelei fűrészesek, 9–13 karéjra tagoltak, 12 cm hosszúak és szélesek. Kopaszok, felszínük élénkzöld, ősszel narancssárgára, pirosra színeződnek. A virágok aprók, csészéjük rózsás, pártájuk krémszínű. Szétterülő vagy felálló csomóik a levelkkel együtt, tavasszal nyílnak. A termése ikerlependék, termésszárnyai csaknem egy vonalban állnak, felálló terméscsomókban jelennek meg.
Ismert fajtája aranysárga levelű az 'Aureum'.

## Képek

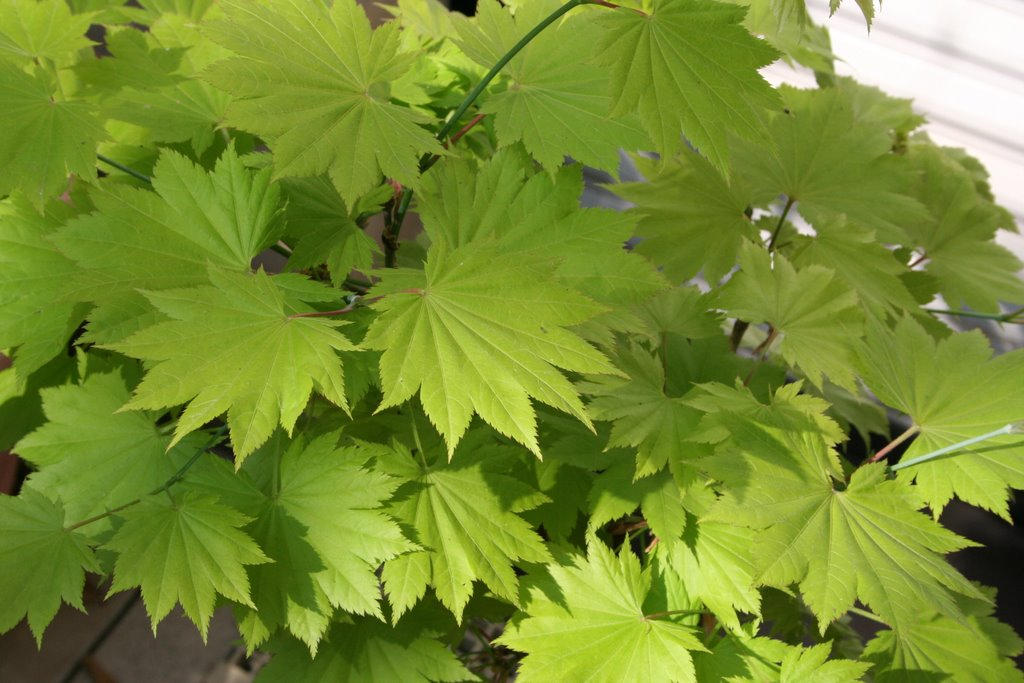
Levelek
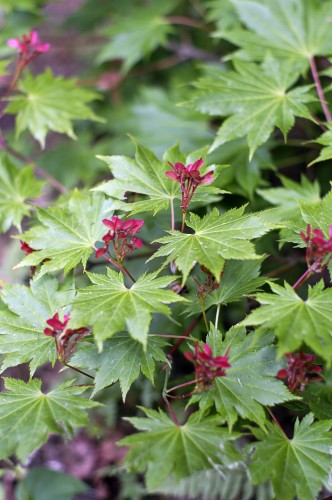
Termései